# Oval Lingotto
Oval Lingotto – hala widowiskowo–sportowa we włoskim Turynie, w dzielnicy Lingotto. Obiekt powstał jako pierwszy kryty tor do łyżwiarstwa szybkiego z myślą o Zimowych Igrzyskach Olimpijskich 2006. Wówczas na trybunach obiektu mogło zasiąść do 8500 widzów. Znajduje się w pobliżu stacji kolejowej Torino Lingotto.
Na przełomie sierpnia i września 2006 w hali odbyły się 68. Mistrzostwa Świata w Szermierce, a w marcu 2009 30. Halowe Mistrzostwa Europy w Lekkoatletyce. Podczas zawodów lekkoatletycznych hala może pomieścić 6600 widzów. Oprócz organizowania wydarzeń sportowych obiekt, który ma powierzchnię 20 000 m² jest wykorzystywany podczas targów i wystaw. Operatorem hali jest firma Lingotto Fiere.
W 2030 hala będzie gospodarzem zawodów w łyżwiarstwie szybkim podczas zimowowych igrzysk Olimpijskich i paraolimpijskich, których głównym gospodarzem są Alpy Francuskie.